# Тёре
Полномочия рассматриваемого органа в области административного, хозяйственного, военного управления и судопроизводства (о последних см. ниже) были весьма обширны.
Тёре (карач.-балк. Töre (Тёре)) — общинный орган в Карачае и Балкарии, выполнявший также судебные функции. Практически все формы тёре являлись и управленческими, и судебными органами.
Принцип формирования тёре был выборным, выборы Народного Тёре осуществлялись один раз в семь лет. Председателем Тёре назначался Олий. 
Изначально верховный правитель избирался Народным Тёре, однако с течением времени данный пост стал автоматически закрепляться за старейшим из биев лицом.